# Plega beardi
Plega beardi is een insect uit de familie van de Mantispidae, die tot de orde netvleugeligen (Neuroptera) behoort. 
Plega beardi is voor het eerst wetenschappelijk beschreven door Penny in 1983.